# 최계락
최계락(崔啓洛, 1930년~1970년)은 대한민국의 시인 겸 아동문학가이다. 본관은 해주(海州)이다.

## 주요 경력
- 1947년 시인으로 문단에 첫 등단.
- 1952년 아동문학가로 등단.
- 1954년 번역문학가로 첫 입문.

## 주요 작품

### 시집
- 1959년 《꽃씨》
- 1966년 《철뚝길의 들꽃》